# Centralt ventryck
Centralt ventryck (CVP) (från engelskans Central Venous Pressure) är det som visar vätsketrycket i övre hålvenen vilket är detsamma som blodtrycket i höger förmak. Det ger en uppfattning om fyllnadsgraden i kärlsystemet. Det är alltså ett mått på om en patient har hypo- eller hypervolemi. CVP påverkas av trycket i thorax, så att en patient som andas med en respirator med högt PEEP har högre CVP. Alltså ändras också CVP under in- och utandning.
Följande faktorer påverkar CVP:
- total blodvolym
- blodets distribution över artärer och vener, samt andra hålrum.
- sympatisk nervaktivitet, som reglerar tonen i perifera venkärl
- gravitationen, beroende på om personen är stående eller liggande. Längre tids upprätt position gör att blodet ansamlas i nedre extremiteterna.
- rörelser, som framför allt aktiverar den s.k. vadmuskelpumpen, som medför att blod pressas uppåt längs venerna i benen.

Viktigt när man mäter CVP är att nollpunkten skall vara i hjärthöjd och att patienten ligger plant. CVP mäts idag alltid med en tryckgivare kopplad till en elektronisk övervakningsenhet. Förr mättes CVP med hjälp av en vätskepelare med nollpunkten i hjärthöjd. Det är fortfarande möjligt, men mycket ovanligt.